# Mistrzostwa Ameryki Północnej, Środkowej i Karaibów w Piłce Siatkowej Mężczyzn 1987
X Mistrzostwa Ameryki Północnej w piłce siatkowej mężczyzn odbyły w 1987 roku po raz trzeci w historii w miejscowości Hawana (Kuba). W mistrzostwach wystartowało 10 reprezentacji. Złoty medal po raz siódmy w historii reprezentacja Kuby. W turnieju zadebiutowały reprezentacja Nikaragui.

## Klasyfikacja końcowa
| Miejsce | Reprezentacja                        |
| ------- | ------------------------------------ |
|         | Kuba                                 |
|         | Stany Zjednoczone                    |
|         | Kanada                               |
| 4.      | Dominikana                           |
| 5.      | Meksyk                               |
| 6.      | Portoryko                            |
| 7.      | Panama                               |
| 8.      | Gwatemala                            |
| 9.      | Nikaragua                            |
| 10.     | Wyspy Dziewicze Stanów Zjednoczonych |